# روبرت سوين غيفورد
روبرت سوين غيفورد (بالإنجليزية: Robert Swain Gifford)‏ هو رسام أمريكي، ولد في 23 ديسمبر 1840 في مقاطعة دوكس في الولايات المتحدة، وتوفي في 13 يناير 1905 في نيويورك في الولايات المتحدة.